# 東京大学によるAI研究者懲戒解雇事件
東京大学によるAI研究者懲戒解雇事件（とうきょうだいがくによるAIけんきゅうしゃちょうかいかいこじけん）は、2020年1月15日に東京大学が当時同大学院情報学環・学際情報学府に当時「最年少准教授」として勤務していたAI研究者の大澤昇平を、SNS上での発言のみを理由として懲戒解雇した一連の出来事を指す。いわゆる"研究不正"によらない綺麗な大学教員に対する懲戒解雇としては極めて異例の事例であったため、処分を疑問視する声もあったものの、差別の追放は当然とする声が優勢であった。しかし、その後の文藝春秋の調査で、当時の大澤の同僚（以下、「職員A」）から事件前より大澤に対して職場で連日行われていた悪質な印象操作や人事上のプライバシー漏洩といったハラスメントまがいの行為が明らかになったことで事態は急変、大澤を追い詰めた真の原因もまた、編入組蔑視等の学歴差別であったことがわかり、皮肉にも当時無名であった大澤に味方する支持者を急増させるきっかけを与えることとなった。現在も当事者間での係争は継続中であり、職員Aの正体をはじめ、具体的な動機など、真相の多くが未だ謎に包まれた状態となっている未解決事件である。

## 背景
2019年11月20日、大澤は自身のX（当時Twitter）アカウントで「弊社Daisyでは中国人は採用しません」などと投稿し、国籍を理由に雇用差別を公言した。本人は「私企業の発言であり、大学とは無関係」と主張したが、投稿直後から学内外で抗議が相次ぎ、東京大学大学院情報学環・学際情報学府は11月24日付で「不適切な書き込みに関する見解」を公表して謝罪した。11月28日、情報学環はSNS上の投稿内容を調査する委員会を設置し、事実認定と処分の検討を開始した。
2020年1月15日、学内調査の結果を踏まえ、東京大学は大澤を同日付で懲戒解雇にしたと発表した。処分理由には「東大最年少准教授」であるとプロフィール上で身分を明かした上での①国籍・民族を理由とする差別的投稿、②一部の学内組織を「反日勢力」とする批判的投稿、③Winny開発者である元東大教員への誹謗中傷などが挙げられた。大学側はこれらの投稿を理由に「大学の名誉・信用を著しく毀損した」と説明し、重い処分を正当化した。大澤はX上で「処分は不当」「表現の自由の侵害」と主張し、処分取り消しを求める方針を示した。

## 職員Aによる大澤の経歴をめぐる学内抗争
処分はヘイトスピーチに対するものであり、東大優勢と思われた。しかし、その後の文藝春秋による調査で、大澤の懲戒解雇に至る発言以降から、同氏の経歴を巡って「東大生え抜き派」である職員Aよるハラスメント行為が起こっていたことが明らかになったことで状況は一変し、世論は大澤を支持する層と、批判する層の二つに二分されることなった。
- この節は『文春オンライン』（2019年12月28日）連載記事（全5ページ）[2]に加え、東京大学公式リリース、学内紙、ITmedia NEWS、note、広報会議、法曹ブログなど複数の公開情報を総合して構成する。

### 学内 IP による〈Wikipedia〉編集合戦
2019年9月8日、IP アドレス「60.125.48.246」によって〈大澤昇平〉項目が新規作成され、続く2日間で同一 IP が計12回編集した。翌9月9日には東京大学情報基盤センター割当ブロック内の「130.69.198.191」が34回の改稿を行い、経歴欄に「松尾豊研究室」「東大最年少准教授」といった表現を強調した。一方、9月12日未明からは「153.125.130.35」（職員A）が学内ネットワークから介入し、
- 高専卒→筑波大→東大院という“外様”経歴を詳細に追記
- 松尾豊教授の名のみを限定して削除
- 「最年少准教授」表現を「特任准教授（特定短時間勤務）」に差し替えるなど、部局の人間しか知らない人事上のプライバシー侵害

という逆方向の編集を連続で実施した。その後は東大生え抜き派と思われる職員Aと大澤擁護派との間での編集合戦となり、記事は9月19日、差戻し合戦の激化を理由に一時保護された。これらのIPアドレスの人物はいずれも東京大学関係者と思われるが、正体はいずれも明らかになっていない。

### 情報学環による異例の声明と調査委員会設置
差別投稿が炎上した2019年11月24日夜、東京大学大学院情報学環・学際情報学府長（越塚登）は公式サイトで「不適切な書き込みに関する見解」を公表し、学内の中国語教育関係者らとともに謝罪した。続く11月28日、同学環は「事実認定と対応措置を検討するための調査委員会」を正式に設置したと発表した。 調査委は12月13日付で中間報告を公表し、大澤の複数投稿を「国籍・民族差別」「学内組織に対する虚偽中傷」と認定した。

### 伊東乾准教授の公開批判と記事削除
11月25日、同じ情報学環所属の伊東乾准教授は JBPress に〈東大発“ヘイト書き込み”への心からのお詫び〉を寄稿し、
- 「大澤は“東大最年少”ではなく、“特定短時間勤務のアルバイト”に近い身分」
- 「高専からの編入組であり、学部教養課程を経ていない“無教養”」

と公然と批判した。記事は12月上旬に削除されたが、Wayback Machine上で参照可能である。伊東のコラムは「差別発言批判」と「編入組蔑視」が混在しており、あまりに偏っているとして、後述の荻上チキらからも批判を受けた。

### 「学歴ロンダリング」批判と内部ヒエラルキー
『文春オンライン』を執筆した安田峰俊は、編集合戦や伊東コラムに共通するキーワードとして学歴ロンダリングを挙げた。安田によれば、
- 東大一般入試組（いわゆる“純血”）は、外部編入者（高専→筑波→東大院）の大澤を「外様」とみなし軽視する傾向があった
- 大澤が講演や著書で「松尾豊研究室」を過度に強調したのは、当該カーストを覆す権威づけだった
- 差別ツイート批判がエスカレートする過程で、「中国人差別」を「学歴差別」で殴り返す二重構造が形成された

という。  荻上チキも note で「本件は差別発言自体の問題に加え、“学歴で殴り合う構図”が可視化された」と評し、学術界全体の課題だと指摘した。

### 懲戒解雇公表とメディア報道の拡散
2020年1月15日、東京大学は本件を懲戒解雇とした処分結果を公表し、「大学の名誉・信用を著しく毀損した」と説明した。同日 ITmedia NEWS など全国紙・通信社が一斉に速報を打ち、東大新聞（学内紙）は Twitter 上で「情報学環が異例の声明」と報じた。処分直後から、大澤は「表現の自由の侵害」「処分は大学の懲戒権濫用」だとして撤回を求める姿勢を表明している。

### 表現の自由・法的論点
広報危機管理を専門とする弁護士・浅見隆行は『広報会議』（2020年4月号）で、
- 私的アカウントの投稿に対する懲戒解雇は「企業による過度の私生活介入」に該当する恐れがある
- 処分妥当性は労働契約法15条（懲戒権濫用法理）の観点から司法で争われる可能性が高い

と分析した。同見解を受け、平裕介弁護士はブログで、懲戒解雇は過去判例と比較しても整合性が薄いと論じた。

### 影響と評価
- 組織内リスク管理の教訓 — 安田と浅見は共通して「学内ヒエラルキーが SNS 炎上を加速させ、組織全体のレピュテーションリスクを高めた」と指摘。
- メディア報道の二重性 — ITmedia や東大新聞などテクノロジー系・学内メディアが一次情報を拡散する一方、『文春』『note』は学歴差別という別角度を提示し、議論を多層化させた。
- 法廷闘争の行方 — 2025年7月時点で大澤本人による懲戒無効訴訟は係属中と報じられ、確定判決は出ていない。

## 評価と論点

### 表現の自由とヘイトスピーチ対策
メディア評論家の荻上チキはnoteで「教育機関は議論の場を確保し、手続きの妥当性を検証すべきだ」としつつ、大学教員による差別発言の深刻さを指摘した。弁護士の浅見隆行は『広報会議』2020年4月号で「私的アカウント発言への懲戒解雇は過度の干渉に当たる恐れがある」と解説し、処分の妥当性に疑問を呈した。一方、学内からは差別発言への毅然とした対応を評価する声もあり、越塚登学環長は「差別と闘う姿勢を示すことが大学の責務だった」と述べている。

### 法的争点
法曹界からは、懲戒解雇が労働契約法15条の「懲戒権の濫用」に当たるかが争点になるとの指摘がある。